# Регетон
Регетон (шп. Reguetón или Reggaetón) врста је денс музике која је постала веома популарна у Латинској Америци почетком деведесетих година двадесетог века. Почетком двадесет и првог века шири се на просторе Северне Америке, Европе, Азије и Аустралије. Регетон је мешавина музике са Јамајке (реге и денс хол музике), као и бомба и плена ритмова Латинске Америке и хип-хопа Северне Америке. Реповање, састави део регетона, углавном је на шпанском. Регетон је веома популаран код омладине из шпанског говорног подручја, а првовремену популарност регетон је стекао у Порторику и Панами. Као резултат великог броја имиграната из шпанског говорног подручја, регетон је полагано ушао у мејнстрим културу САД.
Регетон је мешавина многих различитих музичких жанрова и ритмова који потичу са Кариба, из Латинске и Северне Америке. Када се каже регетон прва помисао пада на Панаму, јер је ово генерално земља порекла звука, одакле се оригиналан регетон звук шири на Порторико и касније на САД.
Саме песме и речи су веома блиске песмама хип-хоп аутора, и као и хип-хоп, регетон није прошао без већих и мањих контроверзи и критика. Једна од критика је да регетон промовише сексуалну експлоатацију жена. Љубитељи ове музике тврде да су критике неосноване, јер за разлику од хип-хоп културе из САД, речи су чисте, тј. нема реповања о насиљу и нема псовки.

## Популарност
Регетон је средином деведесетих година двадесетог века почео да се слуша ван Порторика и Панаме. Само име је настало у Порторику и игра је речи на већ постојећи жанр са Јамајке, реге музика. 
Велики број имиграната из Порторика је донело са собом регетон, који је почео да бива све популарнији код омладине латинског порекла. Веома популарни и слушани амерички диск џокеј, DJ Блас, први је започео сарадњу са појединим извођачима регетона, као што су План Б и Спиди, на свом првом албуму Регетон Секс (енгл. Reggaeton Sex). Прва песма која је наишла на огромни успех код публике је „Тра Тра“ песма аутора Дон Чезина. Од тада песме као што су "Amor Con La Ropa" (Спиди), "No Puedo Estar Sin Sexo" (План Б), "Dembow" (Висин и Јандељ) само су учврстиле место регетон музике у мејнстрим култури САД.

## Регетон плес
Регетон плес је лак за плесање, ритмичан је и забаван.
Регетон плес се назива перео (шп. perreo) и изазива бројне контроверзе. Назив перео долази од шпанске речи (шп. perro) која значи пас. Наиме, плес је врло експлицитан и подсећа на један од положаја у сексуалном чину.
Регетон се плеше или у ставу у којем су ноге спојене или у благо раскорачном ставу. У ритму музике кукови се њишу са једне стране на другу или кружно.